# 確率の歴史
確率という言葉には二つの意味合いがある。一つはある仮説の、それにまつわる判断材料から導かれる蓋然性のことであり、もう一つはサイコロやコインを投げることのような確率過程的なふるまいを指す。証拠法のような前者の研究は歴史的により古い一方で、サイコロの数学的取り扱いは1650年代にパスカルとフェルマーの著作で始まった。確率は統計学とは区別される（統計学の歴史参照）。統計学がデータやそれによる推測を取り扱うのに対し、（確率論的な）確率はデータやその結果の裏にある確率論的（ランダム）な過程を取り扱う。

## 語源
確率を示す英語であるprobabilityやその元となるprobableや、他の現代の言語の同語源語はラテン語のprobabilisが由来であり、キケロに由来し、一般的に「もっともらしさ」あるいは 「一般的に認められること」を意味する意見に応用される。その単語が数学的な意味を持ったのは1718年からである。18世紀にchanceという単語もまた"probability"の意味で数学的に使われていた（そして確率の学説はDoctrine of Chancesと呼ばれた）。この単語は結局ラテン語のcadentiaすなわち「落下」から来ている。英語の形容詞likelyはドイツ語に起源を有し, 最も信頼できるのは古ノルド語の単語であるlikligrから来たという説だ（古英語にはgeliclicという同じ意味の単語があった）。この単語は元々は「強そうだったり有能そうだったりする外見である」「似たような外見的質を持つ」という意味であり、「確率」の意味は14世紀後半に記録されている。 同じように、派生してできた名詞likelihoodは「類似性」の意味を持っている。しかし15世紀半ばから「確率」の意味でも使われるようになった。 

## 起源
古代と中世の証拠法は裁判で不確かな証拠をうまく扱うために証拠、確率、見込みそして確信が持てない証拠（英語: half-proof）の信憑性の等級化を促進した。ルネサンス期には、賭け事は「十中八九」のようなオッズの観点から議論された。海事保険の保険料は直感的危険に基づいて見積もられるが、そうしてオッズや保険料を算出する方法の学説などは存在しなかった。確率の数学的手法は、勝負が中止になってしまった際の運要素の強いゲームにおける賭け金の公平な分配の問題についてのフェルマーとパスカル (1654) の文通を通じて起こった。クリスティアーン・ホイヘンス (1657) はその主題に対して包括的に取り扱った。
F. N. デイビッド（英語: F. N. David）の"Games, Gods and Gambling"（ISBN 978-0-85264-171-2）には以下のような記述がある。
古代においてはアストラガリ（英語: astragali）や距骨を使うゲームがあった。古代ギリシアの陶器がそれを示す証拠である。床に描かれた円があり ちょうどビー玉遊びのようにアストラガリがこの円に投げ入れられるというものだ。 エジプトでは、墓の発掘者が「猟犬とジャッカル」と呼ばれていたゲームを見つけた。そしてそれは現在のゲームである蛇と梯子ととてもよく似ている。これがサイコロの創造の早期の段階だと思われる。
最初にサイコロゲームが西暦時代の文学で言及されたのはHazardと呼ばれるゲームで、これは2、3個のサイコロを使う。十字軍からの騎士の帰還によってヨーロッパにもたらされたのだと思われる。
ダンテ (1265-1321) はこのゲームに言及している。注釈家ダンテはこのゲームにさらに考えを進めた。その考えとは以下のようなものだ。サイコロ3つを振って得られる最小の数字は3で、それぞれのサイの目は1。3回の試行で合計が4になるように出すことはひとつのサイコロで2が、残り2つのサイコロで1が出ることで達成される。
カルダーノもまた3つのサイコロを投げることについて考えた。3つのサイコロが投げられる。投げた合計が9になる目の出方と10になる目の出方は同じ数だけある。9については、(621) (531) (522) (441) (432) (333) の6通りであり、10については (631) (622) (541) (532) (442) (433) の6通りだ。ここから、カルダーノは投げて出た目の合計が9になる確率は出た目の合計が10になる確率よりも低いことを発見した。彼はまたオッズを結果のありそうさ、ありそうでなさの比率として定義する有効性を示した（それはまたある出来事の確率はすべての起こりうる結果のうちのありそうな結果の割合より得られることを示している）。
さらに, かの有名なガリレオは1613年から1623年の間のいつかにサイコロ投げについて書いた。本質的に出た目の合計が9になる確率が10になる確率よりも少ないというカルダーノの問題について考えた。ガリレオは次のように言った。特定の数字は、その数字を作り出す方法がより多いがためにサイコロを投げられたときに目の合計数字としてより多く出てくる能力を持っている。9と10は作り出すのに同じだけの目の出方の方法があるが、10はサイコロを振る者にとって9よりもありふれていると考えられている。

## 17-18世紀
ヤコブ・ベルヌーイのArs Conjectandi（死後、1713年）や アブラーム・ド・モアブルのThe Doctrine of Chances（1718年）は数学的基礎、広範囲の複雑な確率の計算の仕方を示しながら確率論にしっかりした基礎を築いた。ベルヌーイは基礎的な大数の法則の解釈を証明した。その解釈とは沢山の試行においては結果の平均値は予測された値に非常に近くなりそうだと述べるものである。たとえば、表裏の出る確率が同様に確からしいコインを1000回投げる試行において、表は500回近く出そうで、試行回数が増えれば増えるほど、割合は半分ずつに近づいていきそうだということである。

## 19世紀
不確かなものを扱う際の確率論的手法の力は数回の観察によるカール・フリードリッヒ・ガウスのケレスの軌道の測定で示された。誤差論（英語: Theory of errors）は最小二乗法を誤りがちな観察を正すために使い、特に天文学の分野においては、エラーが正規分布するという前提のもと最も真の値でありそうなものを測定した。1812年には、ラプラスは彼が瞬間積率母関数や最小二乗法、帰納的確率論、仮説の検証といった確率や統計における多くの基礎的結果を統合し打ち立てた“Théorie analytique des probabilities”を出版した。19世紀の終わり頃に、多くの粒子がランダムに動くという観点から温度などのガスの特性を説明したルートヴィッヒ・ボルツマンとウィラード・ギブズの統計力学は、確率についての説明として大成功したと言えるものであった。確率の歴史の分野自体はアイザック・トドハンターの不朽のHistory of the Mathematical Theory of Probability from the Time of Pascal to that of Lagrange (1865) で確立された。

## 20世紀
確率と統計はロナルド・フィッシャーとイェジ・ネイマンの仮説検定の作業を通して密接に繋がった。そして現在広く生物学や心理学の実験や薬の治験、経済学や他のすべての分野においても同様に応用されている。たとえばある薬がいつも効果的だという仮説は、もしそれが正しければ観察されるであろう確率分布を引き起こす。もし観察がおおよそ仮説に合致していれば仮説は裏付けられたことになり、もし合致していなければ仮説は棄却される。確率過程論は マルコフ過程や、液体の中で浮遊する微粒子の不規則な動きであるブラウン運動のような領域の方へ広がった。そのことが株式市場における不規則な変動の研究のためのモデルを提供した。同時にオプション評価（英語: Valuation of options）のための広範に使用されるブラック-ショールズ方程式としての成功を含む金融工学における洗練された確率論のモデルの使用へ導いた。20世紀にはまた確率解釈における長期にわたる論争があった。20世紀中盤には 頻度主義が支配的だった。そして確率が長期にわたる沢山の試行の相対的な頻度を意味するということが伴った。20世紀の最後には ベイズ確率の観点の復興があった。ベイズ確率によれば、根本的な確率概念というのはその根拠によって命題がどれほどよく支えられているかによる。
数学的な確率の扱いは、起こりうる結果が無数にあるときは、コルモゴロフによる公理的確率論 (1933) の導入によって容易になった。